# Echidnophaga tarda
Echidnophaga tarda är en loppart som beskrevs av Jordan 1925. Echidnophaga tarda ingår i släktet Echidnophaga och familjen husloppor. Inga underarter finns listade i Catalogue of Life.